# Campeonato Italiano de Rugby 1939-40
El Campeonato de Rugby de Italia de 1939-40 fue la decimosegunda edición de la primera división del rugby de Italia.

## Sistema de disputa
El torneo se disputó en formato liga en donde cada equipo enfrentaba a cada uno de sus rivales en condición de local y de visitante.
El equipo que al finalizar el campeonato se ubique en la primera posición se corona campeón del torneo.

## Desarrollo
Tabla de posiciones:
| Pos. | Equipo           | Encuentros | Encuentros | Encuentros | Encuentros | Tantos | Tantos | Tantos | Puntos |
| Pos. | Equipo           | PJ         | PG         | PE         | PP         | F      | C      | Dif    | Puntos |
| ---- | ---------------- | ---------- | ---------- | ---------- | ---------- | ------ | ------ | ------ | ------ |
| 1.º  | Amatori Milano   | 14         | 13         | 1          | 0          | 386    | 41     | +345   | 27     |
| 2.º  | GUF Milano       | 14         | 10         | 2          | 2          | 182    | 51     | +131   | 22     |
| 3.º  | ASD Rugby Torino | 14         | 7          | 2          | 5          | 76     | 99     | -23    | 15     |
| 4.º  | GUF Torino       | 14         | 6          | 1          | 7          | 127    | 103    | +24    | 13     |
| 5.º  | GUF Roma         | 14         | 4          | 2          | 8          | 46     | 128    | -82    | 10     |
| 6.º  | GUF Firenze      | 14         | 4          | 2          | 8          | 88     | 200    | -122   | 10     |
| 7.º  | GUF Parma        | 14         | 4          | 0          | 10         | 33     | 135    | -102   | 8      |
| 8.º  | GUF Napoli       | 14         | 1          | 3          | 10         | 22     | 203    | -181   | 5      |

|  | Campeón. |

### Campeón
| Bandera de Italia      |
| Campeón Amatori Milano |
| Décimo título          |